# Porthos du Vallon de Bracieux de Pierrefonds
Porthos, il barone du Vallon de Bracieux de Pierrefonds (il nome vero è sconosciuto) è un personaggio immaginario nei romanzi I tre moschettieri, Vent'anni dopo e Il visconte di Bragelonne di Alexandre Dumas padre. Con altri due moschettieri, Athos e Aramis, è amico del protagonista del romanzo, d'Artagnan.

## Biografia
Nei Tre moschettieri il suo nome di famiglia è du Vallon. In Vent'anni dopo, in seguito ad un matrimonio di successo, egli è prima conosciuto come du Vallon de Bracieux et de Pierrefonds, poi si guadagna il titolo di barone.
Porthos, che porta una spada che Aramis ha soprannominato Balizarde, è onesto, un po' ingenuo e il più estroverso del gruppo, ama il vino, le donne e la musica. La sua abilità nel mangiare impressiona re Luigi XIV durante un pranzo a Fontainebleau. Nel corso del racconto sembra sempre più un gigante, e la sua morte è quella di un titano. Tra i tre moschettieri è probabilmente quello dotato della maggior forza fisica.
All'epoca de I tre moschettieri (all'incirca nel 1627) ha poche terre e risorse da cui attingere. È l'amante della moglie di un procuratore la quale gli fornisce l'equipaggiamento per La Rochelle. Dopo l'assedio e la conclusione delle vicende narrate nei Tre moschettieri sposa la sua amante, divenuta vedova, e si ritira nelle sue terre, guadagnando successivamente il titolo di barone.
Il suo nome viene da Isaac de Porthau personaggio realmente esistito.

## Cinema e televisione
Gli attori che hanno interpretato Porthos sullo schermo sono:
- Carlo Martinelli, in Les trois Mousquetaires (1921)
- Moroni Olsen, in I tre moschettieri (1935) e Al punto Sword's (1952)
- Alan Hale, Sr. in L'uomo dalla maschera di ferro (1939)
- Gig Young, in I tre moschettieri (1948)
- John Colicos, in I tre moschettieri (Film TV) (1960)
- Frank Finlay, in I tre moschettieri (1973), I Quattro Moschettieri (1974)
- Ettore Manni, nella parodia Li chiamavano i tre moschettieri... invece erano quattro (1973)
- Alan Hale Jr., in Il quinto moschettiere (1979)
- Valentin Smirnitskiy, in D'Artagnan e i tre moschettieri (1978) e il suo seguito (1992, 1993)
- Doug Stone, in D'Artacan e i tre moschettieri (voce)
- Oliver Platt, in I tre moschettieri (1993)
- Raoul Billerey, in La fille de d'Artagnan (1994)
- Rex Ryon, in uno dei primi film del 1998 di L'uomo dalla maschera di ferro
- Gérard Depardieu, in La maschera di ferro (1998)
- Steven Spiers, in Il moschettiere (2001)
- Anthony Strachan, in Young Blades (puntata pilota di serie TV non trasmessa) (2001)
- John Rhys-Davies, in due episodi di Le avventure segrete di Jules Verne (2000) e La Femme Musketeer (Film TV) (2003)
- Joe Jonas, in I tre moschettieri (Disney Serie TV JONAS)
- Ray Stevenson, in I tre moschettieri (2011)
- Howard Charles, The Musketeers (serie TV) (2014)
- Valerio Mastandrea, Moschettieri del re, penultima missione (2018) e Tutti per 1 - 1 per tutti (2020)
- Pio Marmaï in I tre moschettieri - D'Artagnan (2023)